# Modelica
Modelica é uma linguagem de modelagem orientada a objetos que permite a modelagem de sistemas complexos.
Por exemplo, sistemas mecânicos, elétricos, hidráulicos, térmicos e de controle. Modelica é uma linguagem grátis e de código aberto desenvolvida pela The Modelica Association, que também desenvolve a Modelica Standard Library que contém mais de 780 modelos de componentes genéricos e 550 funções multipropósito (referencia à versão 3.0 de fevereiro de 2008).
Apesar de Modelica ser similar a linguagens de programação orientadas à objeto, como C++ e Java, ele difere destas em dois importantes aspectos. Primeiro, Modelica é uma linguagem de modelagem e não uma verdadeira linguagem de programação. Classes escritas em Modelica não são compiladas, no sentido usual da palavra, mas sim traduzidas em objetos que podem ser utilizados em sistema de simulação. O sistema de simulação não é específico da linguagem, embora certas capacidades necessárias sejam delineadas pela linguagem.